# Тунисский национализм
Тунисский национализм — тунисская идеология, главными идеями которой являются сохранение тунисской культуры и самобытности тунисской нации. Истоки тунисского национализма восходят к XIX веку; однако тунисский национализм стал значимой политической силой после 1908 года с основанием движения «Молодые тунисцы» и более значимой партии «Дестур» (в переводе с арабского «Конституция»), созданной после Первой мировой войны. Партия Дестура призывала к автономии Туниса в рамках Французской империи и к тому, чтобы Франция не доминировала в политике и обществе Туниса. Франция ответила запретом партии Дестур в 1933 году, что привело к возникновению более радикальной националистической партии — партии Нео-Дестур, образованной в 1934 году под руководством Хабиба Бургибы.